# ناوگان دهم ایالات متحده آمریکا

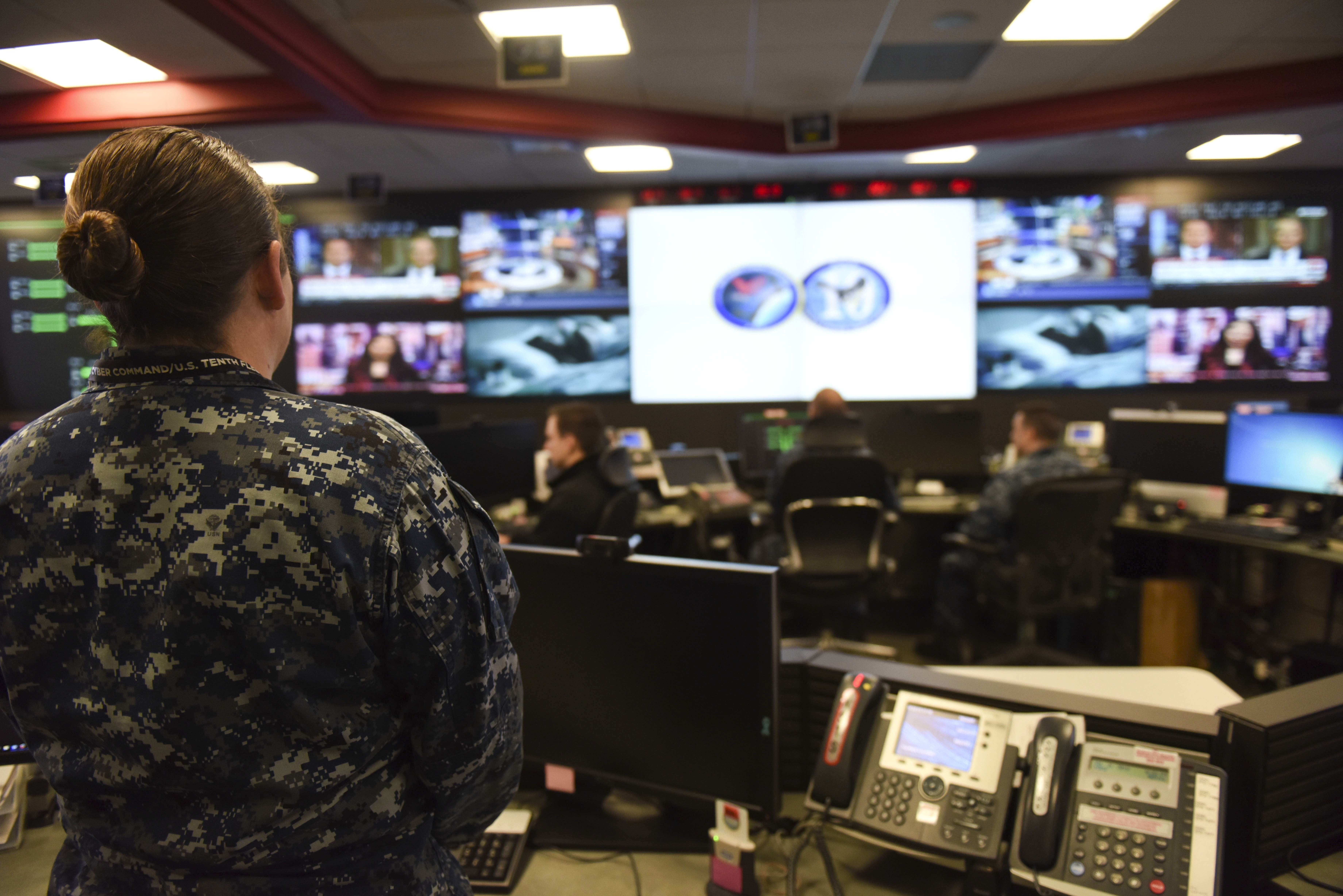
ملوانان نیروی دریایی ایالات متحده در ناوگان دهم

ناوگان دهم ایالات متحده آمریکا (انگلیسی: United States Tenth Fleet) تشکیلات عملیاتی و یک ناوگان شماره‌گذاری شده در نیروی دریایی ایالات متحده آمریکا است. این ناوگان ابتدا به عنوان یک سازمان هماهنگ‌کننده جنگ ضدزیردریایی جهانی تحت اختیار فرمانده ناوگان ایالات متحده آمریکا؛ آدمیرال ارنست کینگ، در طول جنگ جهانی دوم ایجاد شد. این ناوگان بر نابودی زیردریایی‌های دشمن و ناوهای محاصره‌کننده در سطح جهان، که عمدتاً در اقیانوس اطلس و هند، متمرکز بود. ناوگان دهم داده‌های هدف‌گیری مورد نیاز برای عملیات ضد زیردریایی در دریاهای اقیانوس آرام و قطب شمال را نیز فراهم می‌کرد. کینگ به‌طور خاص ناوگان دهم را پس از توقف خصومت‌ها در سال ۱۹۴۵ منحل کرد.
در ۲۹ ژانویه ۲۰۱۰ به‌عنوان تأمین‌کننده نیرو برای فرماندهی سایبری، این ناوگان دوباره فعال شد. ناوگان دهم ایالات متحده به عنوان ناوگان شماره‌گذاری‌شده برای فرماندهی سایبری ناوگان ایالات متحده آمریکا عمل می‌کند و کنترل عملیاتی نیروهای دریایی اختصاص داده شده را برای هماهنگی با سایر نیروهای دریایی، ائتلاف و نیروهای ویژه مشترک برای اجرای طیف کاملی از قابلیت‌ها و مأموریت‌های سایبری، جنگ الکترونیک، عملیات اطلاعاتی و جاسوسی سیگنال در حوزه‌های سایبری، الکترومغناطیسی و فضایی اعمال می‌کند. قرارگاه فرماندهی ناوگان دهم در فورت جورج جی. مید، مریلند قرار دارد.